# Velvet Lounge
Velvet Lounge war von 1982 bis 2011 ein Jazzclub in Chicago; aktuell ist es ein Tanz- und Nachtclub.

## Geschichte

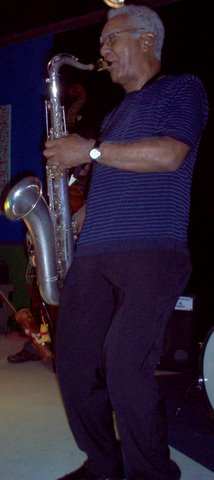
Kidd Jordan 2006 in der Velvet Lounge

Das AACM-Mitglied Fred Anderson übernahm die Velvet Lounge 1982 von einem engen Freund, der zuvor verstorben war. Das erste Domizil des Veranstaltungsorts war in der 22nd Street Ecke Indiana Avenue, war aber 2006 wegen der Sanierung des Viertels gezwungen in 67 East Cermark Road (zwischen McCormick Place und Chinatown) im Stadtteil South Loop umzuziehen. Mit einem von privaten Unterstützern aufgebrachten Betrag von über 100.000 $ wurde der neue Club renoviert. Anderson organisierte dort eine Reihe von Jamsessions in der Chicagoer Experimental- und Free-Jazz-Szene, u. a. mit  Joseph Bowie, David Boykin, Hamid Drake, Eight Bold Souls, Peter Kowald, Jeff Parker, Chad Taylor und Ken Vandermark.
In der Velvet Lounge entstanden neben einer Reihe von Alben unter Andersons Namen (wie Live at the Velvet Lounge 1999, mit Kowald und Drake) oder Back at the Velvet Lounge auf Delmark Records, 2002 auch Aufnahmen von Jeb Bishop / Sebi Tramontana, Ernest Dawkins (Velvet Songs – To Baba Fred Anderson 2008), Malachi Favors, Fredrik Ljungkvist, Misha Mengelberg (Two Days in Chicago, 1999), Keshavan Maslak/Tatsu Aoki und Jemeel Moondoc / William Parker. Corey Wilkes trat regelmäßig mit den Velvet Lounge All-Stars auf.
Nach Andersons Tod 2010 wurde der Club zunächst von Andersons Familie weitergeführt, bis die Geschäftsleitung abgegeben und der Club neu eröffnet wurde, allerdings mit verändertem musikalischem Konzept.
Der Jazzkritiker Howard Reich bezeichnete die Velvet Lounge  als „ground zero for avantgarde jazz in Chicago“.